# Laurens de Geer
Laurens de Geer, né en 1614 à Dordrecht (Provinces-Unies), et mort en 1666 à Amsterdam, est un diplomate néerlandais. Il a fondé en 1647 la Compagnie suédoise d'Afrique avec des capitaux hollandais et l'aide d'officiers hollandais de la Compagnie néerlandaise des Indes occidentales.

## Histoire
Il était le fils de Louis De Geer, qui fut successivement le munitionnaire de la Cour du roi Gustave II Adolphe de Suède, l’agent du gouvernement pour le commerce du cuivre, le commissaire général pour les fournitures de la marine et des armées, le banquier de l’État pour les besoins de guerre. Louis De Geer était partenaire de Guillaume de Bèche pour les usines de Finspang, d’où sortiront des canons de fer réputés mondialement. Entre 1620 et 1640, cinq mille artisans qualifiés sont recrutés en Wallonie, en France (Givet), en Lorraine, avec bureau de recrutement et contrats de travail. Entre 1620 et 1650, les exportations de fer de la Suède ont triplé, pour atteindre 17 500 tonnes par an, en particulier pour la marine anglaise.
Laurens de Geer s'est associé avec Henry Caerlof était un navigateur et marchand hollandais d'origine polonaise, qui a contribué à l'histoire du Ghana, dans les années 1640 et les années 1650 en facilitant plusieurs implantations européennes, dont celle des hollandais puis des danois sur le site de l'actuelle capitale, Accra, mais également des suédois, un peu plus à l'ouest, à Carolusburg, devenue le Fort de Cape Coast des anglais.